# Старогорносталево
Старогорносталево— село в Здвинском районе Новосибирской области. Административный центр Горносталевского сельсовета. Также часто используется название Старогорностали или кратко Горностали и Гагры.

## Географическое положение
Село расположено в юго-восточной части района, в 44 км от Здвинска на берегах реки Чулым. Местность равнинная, лесостепная. Климат континентальный, полузасушливый. Средняя температура июля от +18.5 до 19.0 С, января от –19.1 до – 20.0 С. За год выпадает 290−320 мм осадков. Заморозки начинаются в середине сентября, заканчиваются в конце мая. Территория представляет собой равнину. Плоские участки разделяются "гривами" — длинными и узкими возвышенными "волнами". Гривный рельеф особенно выражен в юго-западной части, высота грив — 3−5 метров. Межгривные понижения затопляются в основном в период дождей и заняты болотами. Гривы тянутся с юго-запада на северо-восток.
Река Чулым относится к бассейну внутреннего стока, берет начало в Васюганских болотах и впадает в озеро Чаны. Течение реки спокойное, уклоны — небольшие. Основной источник питания реки — зимние осадки (93%), доля дождевого стока — 2%, грунтового — 5%. В окрестностях села в реку впадают несколько ручьев ("речушек"), обычно они пересыхают к середине лета. Половодье обычно происходит одной волной с середины апреля до середины июня.
В заболоченных низинах обитает много водоплавающих птиц.
В окрестностях села находятся плодородные чернозёмные почвы. Возможно выращивание пшеницы, овса, ячменя, подсолнечника. Успешно выращивается крупный рогатый скот молочно−мясного направления. В селе налажена переработка молока.

## Численность населения
По данным переписей населения в селе проживало:
|   | Год переписи | Численность населения, чел. |
| - | ------------ | --------------------------- |
| 1 | 1926         | 3375 (633 двора)            |
| 2 | 1991         | 906 (295 дворов)            |
| 3 | 2004         | 738                         |
| 4 | 2005         | 732                         |
| 5 | 2006         | 734                         |
| 6 | 2020         | 605                         |

| 2002 | 2007 | 2010 | 2012 | 2013 | 2014 | 2015 |
| ---- | ---- | ---- | ---- | ---- | ---- | ---- |
| 781  | ↘734 | ↗771 | ↘755 | ↘740 | ↘718 | ↘687 |
| 2016 | 2017 | 2018 | 2019 | 2020 | 2021 |      |
| ↘670 | ↘663 | ↘639 | ↘622 | ↘605 | ↘604 |      |

## История села
Село было основано по одним источникам в 1723 году, по другим — в 1773 году. Несколько близко расположенных поселений были основаны после 1770 года (Верх-Каргат (Здвинский район), Здвинск, Нижний Чулым), и 1773 год звучит более правдоподобно, особенно с учётом того, что Сибирский тракт был проложен по территории современной Новосибирской области в 1733 году, а массовое переселение в Барабу началось после выхода сенатского указа в 1760 году. Поэтому на территории Новосибирской области находится очень мало населенных пунктов, основанных до 1733 года. Однако местные жители считают, что первая дата ближе к истине, и в 2013 году в селе прошло празднование 290-летия со дня основания.
В 1930-х годах на территории села располагались три колхоза: им. Ленина, К. Маркса и «12-й год Октября». (В одном из источников также упоминается, что на территории Старогорносталевского сельсовета располагался колхоз «Передовик», однако не ясно, был ли он на территории села. Также там упоминается создание Горносталевской МТС, которая, хотя и обслуживала село Старогорностали, но территориально находилась на месте нынешного поселка Цветники.) Они были объединены в единый колхоз им Ленина в 1950 году. В 1958 году колхоз им. Ленина влился в состав совхоза «Верх-Каргатский», а в 1959 году Старогорносталевский сельсовет был объединен с сельсоветом в селе Верх-Каргат. В 1972 году был образован самостоятельный совхоз «Горносталевский», а в 1991 году был восстановлен сельсовет. Совхоз «Горносталевский» был преобразован в АОЗТ, затем ЗАО, а в 2012 году ликвидирован окончательно .
Село было переименовано в 30-х годах XX века, прежнее название — деревня Увальная.
В июне 1944 года в селе был открыт Старо-Горносталевский детский дом. Спальни располагались в двух деревянных зданиях, которые требовали ремонта. У детского дома не было подсобных помещений, поэтому было принято решение использовать здания школы для расширения детского дома, а школу перенести в другое здание. Выпускники направлялись в ремесленные училища в г. Новосибирск или трудоустраивались в колхоз. Так, в 1948 году в колхоз было трудоустроено 8 воспитанников Старо-Горносталевского детского дома. Детдом был закрыт в 1955 году.
В селе родился и жил член Союза Писателей СССР Александр Васильевич Иванов.

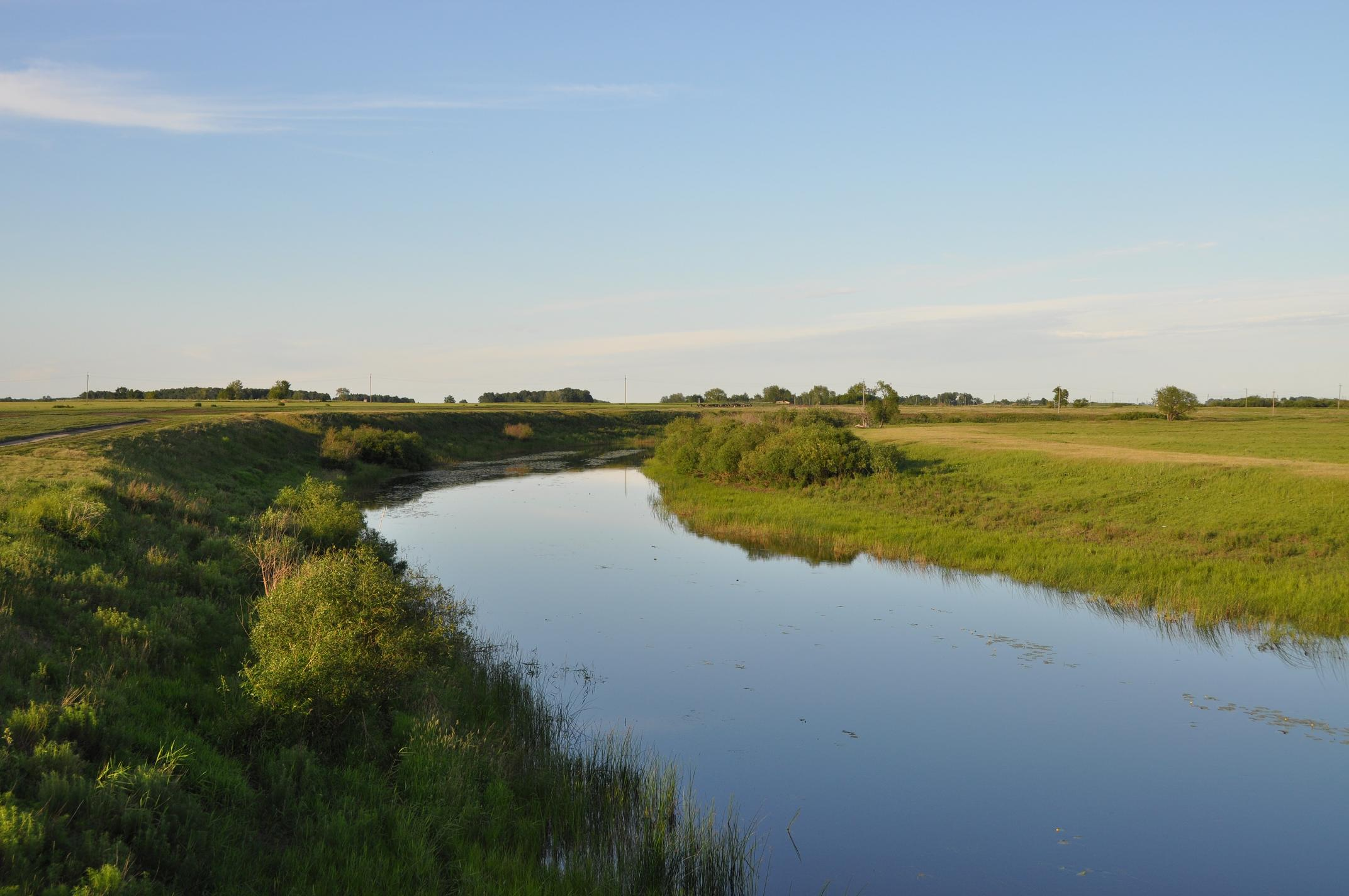
Река Чулым

## Организации
- Администрация Горносталевского сельского поселения
- Дом культуры
- Отделение «Почты России», индекс — 632957
- Школа. Обучается 64 человека [25].
- Детский сад (открыт в 2013 году [26])

## Транспорт
Деревня расположена на автомобильной дороге Довольное — Здвинск
Не освществляется автобусное сообщение.